# Anaxarcha intermedia
Anaxarcha intermedia är en bönsyrseart som beskrevs av Mukherjee 1995. Anaxarcha intermedia ingår i släktet Anaxarcha och familjen Hymenopodidae. Inga underarter finns listade i Catalogue of Life.